# Vilém II. Traungavský
Vilém II. (830? – 871) byl markrabětem Panonské marky od poloviny 9. století až do své smrti v roce 871, kdy zemřel při povstání Moravanů vedených knížetem Slavomírem.

## Život
V roce 870 na Velké Moravě povstal Svatopluk proti Rostislavovi a s pomocí franských vojsk se mu Rostislava podařilo sesadit a vydat Ludvíku II. Němci. Ludvík Němec nechal v té době uvěznit i Svatopluka a Metoděje a na Velkou Moravu vyslal Viléma II. a jeho bratra Engilšalka jako velkomoravské regenty. To se Moravanům nelíbilo a pod vedením prozatímního knížete Slavomíra proti Vilémovi a jeho bratrovi povstali. Při tomto povstání Vilém i jeho bratr zahynuli.
Po jejich smrti je vystřídal markrabě Aribo, proti němuž vedl v letech 882–884 povstání Engilšalkův syn Engilšalk II. Toto povstání se stalo známým jako válka Vilémovců (tj. potomků Vilémova otce Viléma I.).